# Resolutie 1159 Veiligheidsraad Verenigde Naties
Resolutie 1159 van de Veiligheidsraad van de Verenigde Naties werd unaniem door de
VN-Veiligheidsraad aangenomen op 27 maart 1998 en verlengde de vredesmacht in de Centraal-Afrikaanse Republiek.

## Achtergrond
De periode na de onafhankelijkheid van de Centraal-Afrikaanse Republiek werd gekenmerkt door opeenvolgende staatsgrepen. Begin jaren 1990 werd een meerpartijensysteem gecreëerd en volgden verkiezingen. Eén en ander verliep onregelmatig en de spanningen in het land liepen op. De ongelijke behandeling van officieren leidde in 1996-1997 tot muiterij in het leger. Een slecht bestuur en economische problemen destabiliseerden het land. Er werd een Afrikaanse vredesmacht gestationeerd die in 1998 werd afgelost door een VN-vredesmacht, die in 2000 weer vertrok.

## Inhoud

### Waarnemingen
De Afrikaanse missie MISAB zag toe op de uitvoering van de Bangui-Akkoorden, en vooral de overgave van wapens, in de Centraal-Afrikaanse Republiek, en die missie was verlengd tot 15 april om een vlotte overgang naar een VN-operatie te verzekeren. Intussen moesten de partijen van de akkoorden deze verder uitvoeren en de verkiezingen voor augustus-september voorbereiden.

### Handelingen

#### A
De Veiligheidsraad verwelkomde de vooruitgang in de Centraal-Afrikaanse Republiek en riep op de akkoorden verder uit te voeren. Ook werden alle landen, internationale organisaties en financiële instellingen gevraagd te helpen met de ontwikkeling van het land na het conflict.

#### B
De verlenging van de MISAB-missie werd goedgekeurd en de deelnemende landen werden tot 15 april geautoriseerd om de veiligheid en bewegingsvrijheid van hun personeel te verzekeren.

#### C
De Veiligheidsraad richtte de VN-Missie in de Centraal-Afrikaanse Republiek of MINURCA op, te beginnen vanaf 15 april en met een militair component van maximaal 1350 manschappen. De taken van de missie waren het zorgen voor de veiligheid en stabiliteit in en rond de hoofdstad Bangui, de nationale veiligheidstroepen bijstaan met de ordehandhaving, toezien op de ontwapening, zorgen voor de veiligheid en bewegingsvrijheid van VN-personeel, meewerken aan de opleiding en herstructurering van de nationale politie en advies en technische bijstand verlenen aan de verkiezingen.
Het initiële mandaat van MINURCA liep gedurende drie maanden, tot 15 juli, en de missie stond onder leiding van een speciaal vertegenwoordiger van de secretaris-generaal. Ten slotte werd de Centraal-Afrikaanse Republiek gevraagd om vóór 25 april een status of forces-akkoord te sluiten met de secretaris-generaal.

## Verwante resoluties
- Resolutie 1152 Veiligheidsraad Verenigde Naties
- Resolutie 1155 Veiligheidsraad Verenigde Naties
- Resolutie 1182 Veiligheidsraad Verenigde Naties
- Resolutie 1201 Veiligheidsraad Verenigde Naties

Lijst ·  1147 ·  1148 ·  1149 ·  1150 ·  1151 ·  1152 ·  1153 ·  1154 ·  1155 ·  1156 ·  1157 ·  1158 ·  1159 ·  1160 ·  1161 ·  1162 ·  1163 ·  1164 ·  1165 ·  1166 ·  1167 ·  1168 ·  1169 ·  1170 ·  1171 ·  1172 ·  1173 ·  1174 ·  1175 ·  1176 ·  1177 ·  1178 ·  1179 ·  1180 ·  1181 ·  1182 ·  1183 ·  1184 ·  1185 ·  1186 ·  1187 ·  1188 ·  1189 ·  1190 ·  1191 ·  1192 ·  1193 ·  1194 ·  1195 ·  1196 ·  1197 ·  1198 ·  1199 ·  1200 ·  1201 ·  1202 ·  1203 ·  1204 ·  1205 ·  1206 ·  1207 ·  1208 ·  1209 ·  1210 ·  1211 ·  1212 ·  1213 ·  1214 ·  1215 ·  1216 ·  1217 ·  1218 ·  1219